# Mohamed El-Kamaa
Mohamed El-Kamaa ist ein ehemaliger libyscher Radrennfahrer.

## Sportliche Laufbahn
El-Kamaa war im Straßenradsport aktiv. Er war Teilnehmer der Olympischen Sommerspiele 1980 in Moskau.
Im Mannschaftszeitfahren wurde Libyen mit Khalid Shebani, Ali Hamid El-Aila, Mohamed El-Kamaa und Nuri Kaheil auf dem 21. Rang bei 23 gestarteten Teams klassiert.